# Magid Magid
Magid Magid (Burao, 26 juni 1989) is een Somalisch-Britse activist en politicus. Tussen mei 2018 en mei 2019 was hij burgemeester van Sheffield en sinds 2 juli 2019 zit hij in het Europees Parlement namens de Green Party.

## Biografie
Magid Magid werd geboren in Burao, Somalië en groeide op tijdens de Somalische Burgeroorlog. Zijn familie verhuisde in 1994 naar Sheffield nadat ze zes maanden in een Ethiopisch vluchtelingenkamp hadden gezeten. Hij studeerde aan de Universiteit van Hull mariene biologie. Tijdens zijn studententijd raakte hij politiek geïnteresseerd en werd hij verkozen tot voorzitter van een studentenvakbond. Namens de Green Party werd Magid Magid in 2016 verkozen tot gemeenteraadslid in Sheffield.
In 2018 werd hij door drie raadsleden van de Green Party voorgedragen voor het ambt van burgemeester van Sheffield. Op 16 mei 2018 werd hij verkozen tot burgemeester van Sheffield op 28-jarige leeftijd en hiermee is hij de jongste persoon ooit die die positie bekleedde. In zijn inauguratiespeech sprak hij zich uit tegen racisme en post-Brexit xenofobie. In oktober van dat jaar stelde hij de rapper Otis Mensah aan als de eerste poet laureate van Sheffield. In april 2019 kondigde Magid Magid aan dat hij zich kandidaat zou stellen voor het Europees Parlement namens de Green Party. Hij werd bij de Europese Parlementsverkiezingen 2019 verkozen tot Europarlementariër.

## Boek
- Magid Magid, The Art of Disruption: A Manifesto For Real Change (London: Blink, 2020), ISBN 9781788702904

- Library of Congress Control Number: n97908299
- Virtual International Authority File: 31303161
- WorldCat: E39PBJmDmcQWm4twBqYYC4hWDq